# Trevor Horn
Trevor Charles Horn, CBE (Hetton-Le-Hole, Condado de Tyne and Wear, Reino Unido, 15 de julio de 1949) es un productor musical, compositor, cantante y bajista inglés. Es muy conocido por su trabajo de producción en los años 80 y por ser uno de los dos integrantes de la banda new wave The Buggles junto a Geoff Downes. Horn empezó a tocar el bajo a edad temprana y aprendió por sí mismo el instrumento y a leer a primera vista. En la década de los 70 trabajó como músico de sesión, estableció su propio estudio, y escribió y produjo sencillos para varios artistas.
Horn y Downes ganaron fama internacional en 1979 con el exitoso sencillo "Video Killed the Radio Star" de The Buggles. En 1980 ambos se unieron a la banda de rock progresivo Yes, en la que permanecieron durante un año, con Horn como cantante principal. En 1981 Horn se convirtió en productor a tiempo completo, trabajando en canciones y álbumes con éxito comercial para numerosos artistas, entre ellos Dollar, ABC, Malcolm McLaren, Yes y Frankie Goes to Hollywood. Junto con su esposa, Jill Sinclair, compró Sarm West Studios y estableció la editorial Perfect Songs y su propio sello, ZTT Records. Al año siguiente, Horn formó el grupo electrónico Art of Noise, junto a la arreglista Anne Dudley y el periodista musical Paul Morley. En la década de los 90, el éxito de Horn continuó con su asociación con Seal. Ha sido miembro del supergrupo Producers, más tarde conocido como Trevor Horn Band, desde 2006.
Horn ha ganado numerosos premios, incluyendo tres Brit Awards para el mejor productor británico en 1983, 1985 y 1992. Ganó un premio Grammy por producir el éxito de Seal de 1994, "Kiss from a Rose". En 2010, Horn recibió un premio Ivor Novello por su destacada contribución a la música británica. Su influencia en la música pop y electrónica en los años 80 fue tal que se le ha llamado "el hombre que inventó los años 80".

## Primeros años
Hijo de John y Elizabeth Horn, nació en Hetton-Le-Hole, en el noreste de Inglaterra, y creció cerca del Stonebridge Pub, en la ciudad de Durham. Segundo de cuatro hijos, tiene dos hermanas y un hermano, Ken Horn. Su padre trabajaba como ingeniero civil en una vaquería cercana, y también era un músico semiprofesional que tocaba el contrabajo en la Joe Clarke Big Band durante la semana. Horn asistió a la Johnston Grammar School en Durham.
Alrededor de los ocho años de edad, Horn empezó a tocar el contrabajo de su padre, que le enseñó los conceptos básicos, como tocar tríadas. Luego aprendió a tocar el bajo de forma autodidacta, y adquirió seguridad en la lectura a primera vista, usando libros guía y practicando con el bajo de su padre en una sala libre de la casa. En su adolescencia temprana, Horn sustituía a su padre al contrabajo en la Joe Clarke Big Band cuando llegaba tarde para un concierto. En el colegio, Horn recibió una flauta que aprendió con poco esfuerzo, dado que ya tenía conocimientos musicales, y actuaba en la orquesta juvenil local.
Sus intereses pronto se centraron en bandas de rock contemporáneo como los Beatles, los Rolling Stones y Bob Dylan. A los catorce años, Horn tocaba la guitarra eléctrica en su primer grupo, The Outer Limits, llamado así por la serie de televisión de 1963 del mismo nombre, tocando principalmente versiones de The Kinks.
Horn pasó a buscar una "sucesión de trabajos diarios", incluyendo uno en una compañía de caucho. También participaba en una banda de imitación de Bob Dylan durante dos noches a la semana "con una armónica alrededor del cuello", y tocaba el bajo en conciertos ocasionales. Luego, a los diecisiete años, Horn decidió seguir una carrera musical y "desperté a mis padres a las 4 de la mañana para decírselo". Éstos se mostraron reacios al principio porque querían que Horn se convirtiera en un contable colegiado, ya que se desempeñaba bien en matemáticas, pero suspendió los exámenes necesarios. Los padres de Horn le rogaron entonces que probase otro trabajo más, pero después de tres meses en su empleo como supervisor en una fábrica de bolsas de plástico, fue despedido. "Dije: 'Eso es todo, ¡nunca más volveré a ese mundo! '", y al día siguiente recibió una oferta para tocar el bajo en una banda semiprofesional local, interpretando temas del Top 40 y música de baile en un salón de baile de primer nivel, a cambio de 24 libras a la semana por cinco noches de trabajo. Horn también recibió difusión en la BBC Radio Leicester, interpretando a la guitarra canciones escritas por él mismo.

## Carrera

### 1971–1979: Primeros trabajos
A los veintiún años, Horn se trasladó a Londres y comenzó a trabajar tocando en una banda que implicaba volver a grabar las canciones del Top 20 para la BBC Radio, debido a las restricciones de tiempo de aguja vigentes en ese momento. A esto le siguió una permanencia de un año en la Ray McVay Big Band, mientras ganaba dinero como músico de sesión, producía jingles y discos, y trabajaba con grupos de rock. Su estancia con Ray McVay incluyó actuaciones en el campeonato mundial de baile de salón y el programa de televisión Come Dancing. Con veinticuatro años Horn comenzó un período de trabajo en Leicester, donde su creciente interés en los estudios de grabación lo llevó a ayudar en la construcción de un estudio en la ciudad, mientras tocaba el bajo en el Club Bailey durante siete noches por dinero. Una vez finalizado el estudio, Horn produjo canciones para artistas locales, incluyendo una canción para el Leicester City F.C.
En 1976, Horn había vuelto a Londres. Tocaba el bajo en Northern Lights, una banda de versiones que también contaba con el teclista Geoff Downes y la cantante disco Tina Charles. Horn pasó a formar Tracks, una banda de jazz fusión inspirada en Weather Report y Herbie Hancock, junto con el futuro batería de Shakatak Roger Odell, antes de que éste saliera del grupo para tocar en la banda de acompañamiento de Tina Charles. Los dos mantuvieron una breve relación y Horn aprendió mucho de su inspirador productor Biddu.  En la banda de Charles también figuraban los futuros compañeros de Horn en The Buggles: el teclista Geoffrey Downes y el guitarrista Bruce Woolley.
A mediados de la década de los 70, Horn trabajaba para una editorial musical de Denmark Street en Londres, produciendo demos de las que debía encargarse de producir el máster de grabación si se llegaba a un acuerdo. De 1977 a 1979, Horn trabajó en varios sencillos como compositor, productor o director de orquesta, "sin ganar dinero con ello". Entre los primeros de estos sencillos se encuentran "Natural Dance" de Tony Cole y "Don't Come Back" de Fallen Angel and the T.C. Band, con Woolley como compositor, que Horn produjo bajo el nombre de T.C. Horn. Escribió "Boot Boot Woman", la cara B del sencillo de Boogatti "Come Back Marianne", bajo su nombre real. 
En 1978, Horn escribió, cantó y produjo "Caribbean Air Control" bajo el seudónimo de Big A, cuya portada representa a Horn caracterizado como piloto. En 1979 se lanzó un álbum de estudio completo de Chromium, un "proyecto disco de ciencia ficción" llamado Star to Star, que tenía a Horn y Downes como compositores y productores, y a la futura compañera de banda de Art of Noise de Horn, Anne Dudley, en los teclados. Otros artistas con los que Horn trabajó fueron John Howard, Dusty Springfieldd ("Baby Blue") y The Jags ("Back of My Hand"). Horn obtuvo su primer éxito de producción cuando "Monkey Chop" de Dan-I alcanzó el puesto 30 en la lista de sencillos del Reino Unido en 1979.

### 1978–1981: The Buggles y Yes

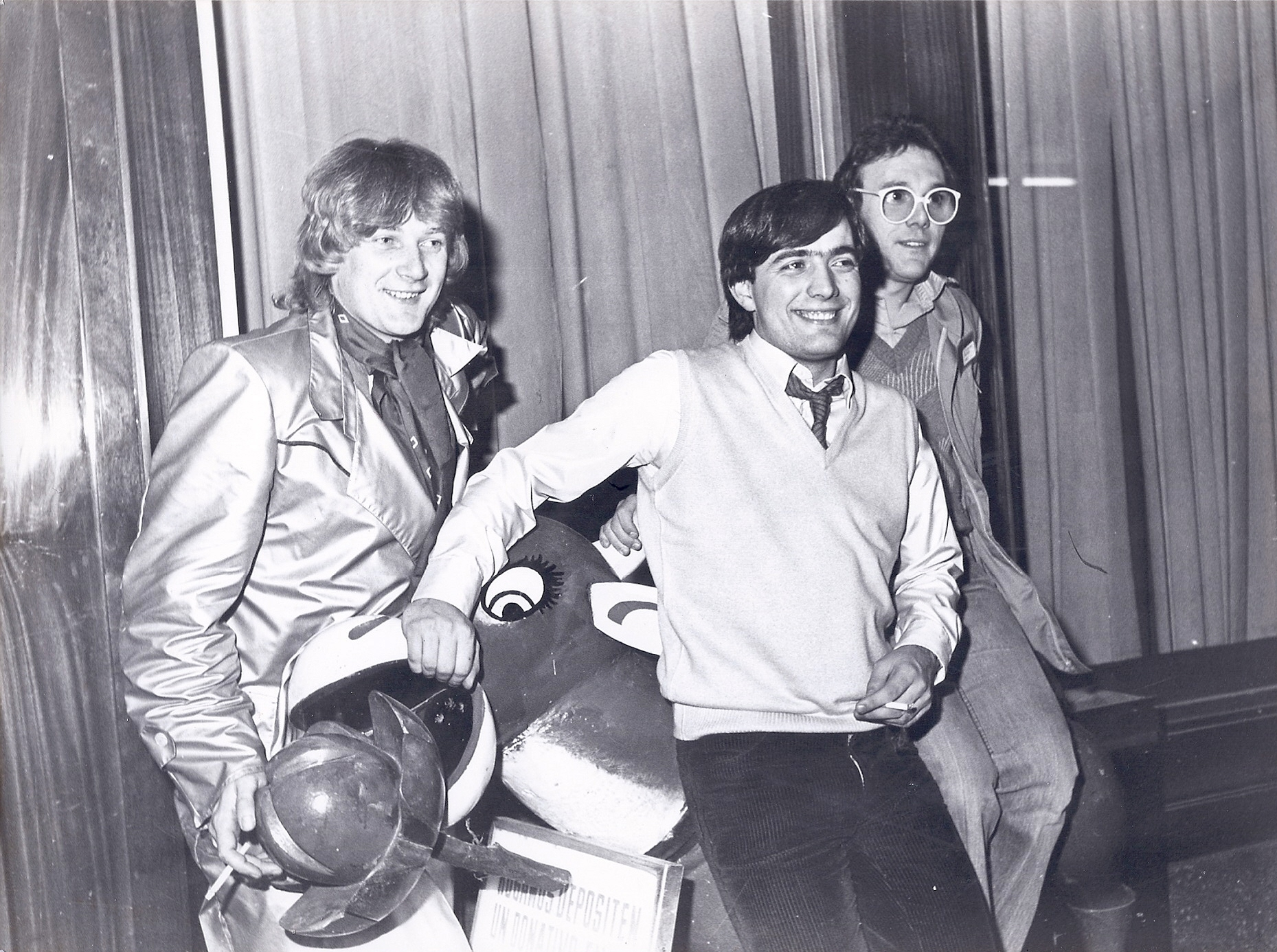
The Buggles (Geoff Downes [izquierda] y Horn [derecha]) con el anfitrión español Xarli Diego en el espectáculo Caspe Street en 1980.

En 1978, Horn y Downes formaron la banda de new wave The Buggles, cuyos primeros temas eran contribuciones de Woolley. Consiguieron un acuerdo de grabación con Island Records y pasaron gran parte del año 79 grabando su álbum debut, The Age of Plastic (1980). Los créditos incluyen a Horn en la coproducción, voz principal, guitarra y bajo. Su sencillo principal, "Video Killed the Radio Star", fue lanzado en septiembre de 1979 y alcanzó el número 1 en el Reino Unido, catapultando a Horn, que entonces tenía 30 años, y a Downes a la fama mundial. En agosto de 1981 la canción fue el primer vídeo musical que se emitió en la MTV.
El éxito de "Video Kill the Radio Star" condujo a Horn y Downes a conseguir que les representase Brian Lane, que también era el mánager de la banda de rock progresivo Yes. La banda necesitaba un cantante y un teclista tras la salida de Jon Anderson y Rick Wakeman, lo que llevó a Horn y Downes a lanzar "We Can Fly from Here", una demo que habían escrito con Yes en mente. Ambos aceptaron unirse a la banda y comenzaron a trabajar en Drama (1980) con Horn como vocalista principal y bajo sin trastes. Horn invirtió gran parte de su tiempo en el álbum y acortó la fiesta de su boda para continuar trabajando en él. Horn cantó en la gira que la banda realizó por Norteamérica y Reino Unido en 1980, después de lo cual lo dejó para convertirse en productor a tiempo completo.
En 1981 Horn completó el segundo álbum de Buggles, Adventures in Modern Recording, que en su mayor parte realizó él solo tras la decisión de Downes de formar parte del supergrupo Asia. Horn volvió a trabajar con Yes como productor en sus álbumes 90125 (1983) y Big Generator (1987). Horn calificó "Owner of a Lonely Heart", el sencillo principal de 90125, como su mejor trabajo técnicamente.

### 1981–presente: Producers y otros proyectos

#### Años 80
A principios de 1981, Horn había abandonado Yes para pasar a ser productor a tiempo completo. Su esposa, la empresaria de la industria musical Jill Sinclair, le aconsejó que dejara de ser músico instrumental, ya que podría alcanzar un mayor éxito en la producción, y posteriormente se convirtió en su mánager. Montó un equipo de estudio que incluía una caja de ritmos y secuenciador Roland TR-808 y un conjunto de módulos de percusión electrónica Simmons. Se gastó 18.000 libras en un sintetizador Fairlight CMI, uno de los cuatro que había en ese momento en el país. "Sabía de lo que era capaz, porque entendía lo que hacía. La mayoría de la gente no lo entendía en ese momento: el sampling era como un mundo místico". Horn se dio cuenta de que necesitaba ayuda a tiempo completo para operar la máquina y contrató a J.J. Jeczalik para programarla. Por su uso de Fairlight, a Horn se le atribuye el mérito de ser el "arquitecto clave" en la incorporación del sampling al "lenguaje del pop".
Horn tuvo éxito comercial con su primer proyecto, The Dollar Album (1982) por el dúo pop Dollar, que su esposa le había asignado para trabajar. Coescribió y produjo cuatro canciones que siguen una historia de amor: "Mirror Mirror", "Hand Held in Black and White", "Give Me Back My Heart" y "Videotheque". Los cuatro entraron en la lista del Top 20 en el Reino Unido. El estilo de producción de Horn atrajo el interés de otras bandas, lo que le llevó a obtener un éxito aún mayor con The Lexicon of Love (1982) de ABC, que alcanzó el número 1 en la lista de los mejores álbumes del Reino Unido. Fue durante estas sesiones cuando Horn adquirió una caja de ritmos LinnDrum, y reunió un equipo que caracterizaría y definiría el sonido de gran parte de su trabajo en la década de los 80, con Anne Dudley en teclados y arreglos, Gary Langan y más tarde Stephen Lipson como ingeniero jefe, Jeczalik como programador, la corista Tessa Webb y el percusionista Luis Jardim.
En 1982, Horn y su esposa formaron una editora musical, Perfect Songs. Esto coincidió con su reciente adquisición de los estudios de Basing Street, que también albergaron la nueva compañía. Perfect Songs fue capaz de aprovechar y desarrollar a jóvenes artistas emergentes que trabajaban en el estudio de grabación. Los primeros en firmar fueron Frankie Goes to Hollywood, seguidos por Art of Noise y Propaganda. Estos primeros fichajes de la compañía fueron fundamentales para establecer el espíritu de la empresa de "innovación y desarrollo artístico, asumiendo riesgos y firmando con bandas poco convencionales". En 1983, Horn y su esposa compraron a Chris Blackwell los estudios de Basing Street en el oeste de Londres, y lo rebautizaron como Sarm West Studios. El acuerdo incluía los derechos para operar un sello discográfico a través de la distribución de Island Records, a resultas del cual Horn creó ZTT Records junto con Paul Morley, periodista de NME. El sello lleva el mismo nombre que un poema sonoro del poeta futurista italiano Filippo Tommaso Marinetti.
Durante 1982 y 1983, Horn trabajó con Malcolm McLaren y Anne Dudley, escribiendo numerosos éxitos en todo el mundo como "Buffalo Gals", "Double Dutch", "Duck for the Oyster" y el álbum Duck Rock.
En 1983, Horn también formó la banda Art of Noise, y coescribió varios éxitos como "Close (to the Edit)", "Beat Box", "Moments in Love" y "Slave to the Rhythm". Este fue originalmente concebido como segundo sencillo de Frankie Goes to Hollywood, pero en su lugar lo grabó Grace Jones. Horn y su equipo de estudio lo reelaboraron y reinterpretaron en estilo jazz, en seis canciones separadas para formar el álbum Slave to the Rhythm (1985) de Jones, en el que Horn consiguió que David Gilmour tocara la guitarra aunque no figura en los créditos.
En 1984, Bob Geldof contactó con Horn para producir la canción "Do They Know It's Christmas?", pero no estaba disponible. En su lugar, ofreció al proyecto el uso gratuito de Sarm West Studio durante 24 horas, que Geldof aceptó, asignando a Midge Ure como productor. La canción fue grabada y mezclada el 25 de noviembre. Horn produjo la cara B con mensajes de artistas que habían participado en la grabación y otros que no, incluyendo David Bowie, Annie Lennox, Paul McCartney, Big Country y Holly Johnson. Estos mensajes también se grabaron sobre la pista de fondo que "Do They Know It's Christmas?"
Varios músicos han descrito el estilo de producción de Horn como dominante. El álbum debut de Frankie Goes to Hollywood Welcome to the Pleasuredome (1984) apenas incluyó actuaciones de la banda, contando en cambio con Horn y músicos de sesión (el sencillo principal "Relax" costó 70.000 libras en tres sesiones que incluían versiones descartadas por la propia banda y de la banda de acompañamiento de Ian Dury, antes de que Horn volviera a grabar la canción él mismo); y los Pet Shop Boys comentaron que, aunque Horn había prometido completar su sencillo "Left to My Own Devices" en un par de semanas, tardaron varios meses en recibir la mezcla final debido a la lujosa orquestación en vivo y al trabajo de estudio.
A finales de la década de los 80 Horn se trasladó a Bel-Air (Los Ángeles), donde estableció Sarm West Coast LA, un estudio de grabación en su residencia.

#### Años 1990
En 1990, Horn produjo el álbum debut del músico inglés Seal con título epónimo. Esto dio comienzo a una colaboración en varios álbumes, que justificó porque le gustaba la voz de Seal y por "empatía musical" con la forma en que trabaja y las canciones que escribe. Seal alcanzó el número 1 en el Reino Unido y su sencillo principal "Crazy" llegó a número 2. El álbum marcó un punto de inflexión en el método de producción de Horn, cambiando el hardware de estudio típico por computadoras, y las pistas fueron grabadas utilizando MIDI y el software Studio Vision. Horn estaba satisfecho con los resultados y vendió su equipo de PC para adquirir un Apple Macintosh. En esta etapa de su carrera, Horn había perdido su entusiasmo por producir mezclas de canciones de 12 pulgadas y contrató a otros remezcladores para hacerlas mientras él se concentraba en los álbumes.
También produjo la mitad de las canciones del álbum Tenement Symphony (1991) de Marc Almond, incluyendo los tres sencillos del álbum: "Jacky", "My Hand Over My Heart" y "The Days of Peally Spencer", que llegó a número 4 en las listas del Reino Unido.
En los noventa, Horn escribió dos canciones para cantantes femeninas solistas: "Riding into Blue (Cowboy Song)", grabado por Inga Humpe, y "Docklands", grabado por Betsy Cook. También coescribió dos canciones con Terry Reid para su álbum The Driver (1991), y el tema "The Shape of Things to Come" para el álbum It's a Man's World (1995) de Cher.
Horn coprodujo el álbum Tubular Bells II (1992) de Mike Oldfield, junto con Oldfield y Tom Newman. Oldfield era fan de la canción de Buggles "Video Killed The Radio Star" y describió a Horn como un juez en un tribunal al presentar algunas de sus ideas para el álbum, que Horn rechazó. Esto, según Oldfield, le dio una especie de filtro, introduciendo ideas que funcionaban y desechando las que no.
Horn escribió la canción "Everybody Up" para el programa de televisión The Glam Metal Detectives, un espectáculo de comedia que apareció en BBC Two en 1995. Esta fue otra colaboración con Lol Creme.
Horn también ha compuesto numerosas bandas sonoras de películas. En 1992, Horn colaboró con el compositor Hans Zimmer para producir la partitura de la película Toys, que incluía interpretaciones de Tori Amos, Pat Metheny y Thomas Dolby.
A mediados de los noventa, Horn compró los estudios de grabación Hook End Manor y cambió el nombre de sus instalaciones a Sarm Hook End. En 2007 puso la propiedad en venta por 12 millones de libras y se trasladó a Primrose Hill en Londres.
En 1995, Horn produjo "The Carpet Crawlers 1999", una regrabación de "The Carpet Crawlers" de Genesis que contó con la voz de sus ex cantantes Peter Gabriel y Phil Collins. Fue lanzado en su caja recopilatoria Turn It On Again: The Hits (1999).
En 1996, Horn produjo el álbum multiplatino Wildest Dreams de Tina Turner.

#### Años 2000
En la década de 2000, Horn proporcionó producción adicional en tres éxitos internacionales de t.A.T.u.: "All the Things She Said", "Not Gonna Get Us" y "Clowns (Can You See Me Now)". Produjo el tema musical de la película Coyote Ugly (2000), "Can't Fight the Moonlight", grabado por Leann Rimes; coescribió la canción oficial del relevo de la antorcha de los Juegos Olímpicos de 2004 en Atenas, "Pass the Flame", en colaboración con Lol Creme; y coescribió la canción que da título al álbum The Moment (2004), de Lisa Stansfield. También coescribió "Sound the Bugle", interpretada por Bryan Adams, apareció en la banda sonora de la película Spirit: Stallion of the Cimarron, y produjo tres temas del álbum Stilelibero (2001) de Eros Ramazzotti: "L'ombra del gigante", "Un angelo non è" y "Amica donna mia". 

El 11 de noviembre de 2004 tuvo lugar en el Wembley Arena un concierto benéfico de The Prince's Trust para celebrar los 25 años de Horn como productor discográfico. Los artistas que participaron en el espectáculo incluyeron a The Buggles, Bruce Woolley, ABC, Art of Noise, Belle & Sebastian, Lisa Stansfield, Pet Shop Boys, Seal, Dollar, Propaganda, t.A.T.u., Yes, Grace Jones y Frankie Goes to Hollywood (con Ryan Molloy reemplazando al vocalista original Holly Johnson). Junto con el concierto se lanzó un álbum doble, titulado Produced by Trevor Horn. Una versión editada del concierto se ha retransmitido por televisión en varios países bajo el título 25 Years of Pop: Produced by Trevor Horn, y está disponible un lanzamiento en DVD del concierto completo llamado Slaves to the Rhythm.

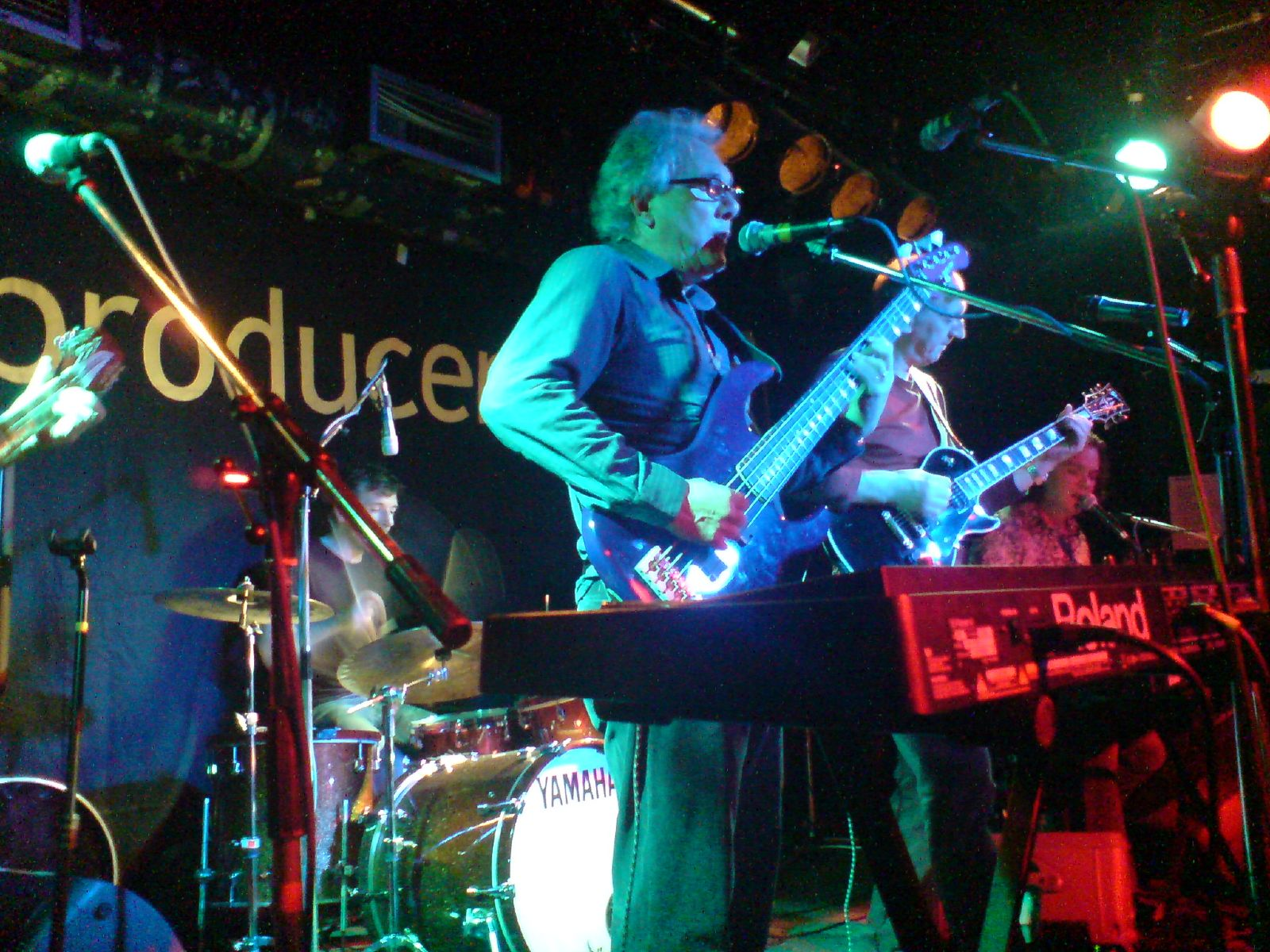
Trevor Horn actuando con Producers en 2007.

En 2006, Horn coformó el supergrupo Producers, en el que toca con varios músicos y productores, como Lol Creme, el productor Steve Lipson, el batería Ash Soan e inicialmente el cantautor Chris Braide. La banda realizó su primer concierto en Camden Barfly en noviembre de 2006, y continúan actuando, ya bajo el nombre de Trevor Horn Band.
El 22 de mayo de 2006 Pet Shop Boys lanzaron su álbum Fundamental, que fue producido por Horn y llegó a número 5 en las listas del Reino Unido. En el mismo mes, Horn apareció en un concierto de Pet Shop Boys especialmente grabado para BBC Radio 2, del que produjo una versión álbum, Concrete, publicada el 23 de octubre de 2006. Horn también produjo el álbum debut de Captain, This is Hazelville, lanzado a finales de 2006. También ha trabajado con John Legend y David Jordan.
Para la película de 2008 Wanted (protagonizada por James McAvoy y Angelina Jolie), Horn produjo la voz de Danny Elfman en la canción de créditos finales "The Little Things".
En 2009, Horn produjo el álbum Reality Killed the Video Star para Robbie Williams. Además del título del álbum, que rinde homenaje al exitoso sencillo de Horn con los Buggles en 1979, también refleja el desdén mutuo de Horn y Williams por la cosecha continua de reality shows y programas de concursos musicales en el Reino Unido y otros lugares. Irónicamente, fue el primer álbum de estudio de Williams que no alcanzó el número 1 en el Reino Unido, superado en el primer puesto por el álbum debut de JLS, que habían sido subcampeones en el programa de televisión "The X Factor" en 2008.

#### Años 2010
Horn también fue el productor ejecutivo del álbum de Jeff Beck, Emotion & Commotion, lanzado a principios de 2010. Volvió a trabajar con Yes, produciendo su nuevo álbum, Fly From Here (2011), que fue una especie de reunión con su excompañero de banda Geoff Downes; Downes no solo es miembro de la actual formación de la banda, sino que el álbum toma además su título de una canción escrita por Horn y Downes e interpretada por Yes durante su etapa original con la banda en 1980.
En 2017, Horn escribió la música para la película anime The Reflection, coproducida por Stan Lee, cuya banda sonora se publicó como el primer álbum bajo el nombre de Trevor Horn. Horn remezcló Fly From Here con Yes, agregando nuevas voces y editando partes. El nuevo álbum se llamó Fly from Here - Return Trip y se lanzó en marzo de 2018. También ha estado trabajando en musicales, como "The Robot Sings".
En enero de 2018, Horn tocó el bajo con Dire Straits Legacy para su gira brasileña y continuó girando con la banda como bajista durante los años 2018, 2019 y 2020.
El 24 de octubre de 2018 se publicó el sencillo "Everybody Wants to Rule the World", con la voz de Robbie Williams y artistas invitados como Rumer, All Saints, Simple Minds y Gabrielle Aplin. En noviembre de 2018, Horn realizó un único concierto en el Queen Elizabeth Hall de Londres. Su nuevo álbum, Trevor Horn Reimagines the Eighties, fue lanzado el 25 de enero de 2019.

#### Años 2020
En el año 2022 Horn publica el libro de memorias "Adventures in Modern Recording: From ABC to ZTT", que evoca el título del segundo álbum de The Buggles y narra su historia a través de veinticinco de las canciones más importantes para él.

## Influencia
Los músicos Gary Barlow y DJ Shadow y el productor Nigel Godrich citan Horn como una influencia.

## Premios
- Premio BRIT 1983 – Mejor productor británico
- Premio BRIT 1985 – Mejor productor británico
- Premio BRIT 1992 – Mejor productor británico
- Premio Grammy 1995 – Registro del Año (como productor de "Kiss From A Rose")
- Nombramiento como Comandante de la Orden del Imperio Británico (CBE) en las distinciones de Año Nuevo de 2011 por sus servicios a la industria musical.[45][46]
- Título honorario de Doctor en Música (2012) por la Southampton Solent University, Inglaterra.[47]

## Vida personal
Horn conoció a Jill Sinclair, ex profesora de matemáticas, en 1977. Se casaron en 1980 y se convirtieron en socios comerciales. Han tenido dos hijos, Aaron y Will, y dos hijas, Gabriella y Alexandra, la segunda de las cuales ha trabajado como abogada en prácticas. Aaron (conocido en la industria como "Aaron Audio") es músico y productor como su padre. Estuvo en la banda Sam and the Womp y con frecuencia actúa como DJ en Londres, donde reside. Tanto Aaron como Ally Horn son codirectores de Sarm Studios. En agosto de 2016, Horn tenía tres nietos.
Horn no es judío, pero ha asistido a la sinagoga con sus hijos, que fueron criados en la fe de su esposa. En una entrevista de 2019, dijo que "cree [en el judaísmo] más que en cualquier otra cosa".
El 25 de junio de 2006, mientras estaba en casa de vuelta de Goldsmiths College (Universidad de Londres), Aaron estaba practicando con su escopeta de aire comprimido, sin darse cuenta de que su madre estaba cerca. Un proyectil de 4,5 mm de calibre golpeó accidentalmente a Jill en el cuello, cortando una arteria, lo que causó un daño cerebral irreversible por hipoxia y dejó solo sus funciones cerebrales inferiores sin posibilidad de recuperación. Fue llevada a la unidad de cuidados intensivos del Hospital Royal Berkshire, donde su estado fue descrito como "crítico pero estable". Una comunicación de ZTT Records confirmó el 1 de septiembre de 2006 que Jill estaba en coma natural y había sido trasladada a un centro de rehabilitación. En septiembre de 2009, Horn dijo a The Times que aún estaba en coma. En junio de 2012, Horn dijo a The Sunday Times que su esposa no estaba en coma, sino que "no puede hablar, moverse o sonreír. La única expresión que puede mostrar es de incomodidad". Jill Sinclair murió de cáncer el 22 de marzo de 2014, con 61 años.
A finales de 2017, la casa de Horn y el estudio de grabación en el barrio de Bel-Air de Los Ángeles fueron destruidos por el incendio de Skirball. Horn indicó a través de Twitter que tenía la intención de reconstruir la propiedad.

## Discografía
Artículo principal: Trevor Horn discography 